# Doo-Wops & Hooligans
Doo-Wops & Hooligans — дебютный студийный альбом американского певца и композитора Бруно Марса, выпущенный 4 октября 2010 года. Альбом был написан и спродюсирован коллективом The Smeezingtons. Doo-Wops & Hooligans попал на третью строчку чарта Billboard 200 и также был в десятке лучших Австралии, Канады, Ирландии, и Новой Зеландии.
Бруно Марс писал альбом под влиянием Майкла Джексона и Джейсона Мраза, что было замечено критиками. Два сингла — «Liquor Store Blues» при участии Дэмиана Марли и «Grenade» были выпущены незадолго до выхода альбома с целью подогреть интерес слушателей. Первый сингл «Just the Way You Are» был выпущен 19 июля 2010 года. Он возглавлял Billboard Hot 100 в течение четырёх недель подряд и занимал первую строчку UK Singles Chart. Второй сингл альбома «Grenade» попал в десятку чартов Австралии, Канады, Новой Зеландии, а также занял первую строчку чартов США и Великобритании. Песня «The Lazy Song» была выпущена в качестве третьего сингла, 15 февраля 2011 года, достигнув 4 строчки в Billboard Hot 100 и став его третьим подряд синглом, который смог занять первую строчку в UK Singles Chart. В течение ноября и декабря 2010 года Марс гастролировал по США в поддержку альбома.

## Выпуск альбома и история названия
Выход Doo-Wops & Hooligans был намечен на 25 августа 2010 года, после релиза мини-альбома (EP), «It's Better If You Don't Understand», в начале года. В интервью для MTV News Марс сказал, что мини-альбом (EP) «хорошо продался, и теперь настала очередь выпуска полноценного альбома». Обложка альбома была официально опубликована 30 августа 2010 года. Из-за задержки в записи песен выход альбома перенесли на 4 октября 2010 года. Официальный список композиций альбома был показан Atlantic Records 9 сентября 2010 года. Три из четырёх песен мини-альбома «It’s Better If You Don’t Understand» попали в список композиций основного альбома.
На пресс-конференции по поводу выход альбома Марс сказал что, жанр «Doo-wop очень много значит для меня. Потому что когда я был ребёнком, мой папа все время, слушал рок-н-ролл пятидесятых, он очень любил эту музыку… Вдобавок песни стиля „Doo-wop“ возвращают нас назад к тем временам, когда никто не рвался за бешеной прибылью, рейтингами, и не раскручивал себя! Всем просто нужно больше красивых мелодий…!»… А «Hooligans» показывает что сейчас, как и много лет назад, женщинам нравятся крутые парни. В интервью для 4Music Марс, отвечая на вопросы, сказал: «В названии альбома многое от меня. Doo-wop — это особая форма музыки, на которой я вырос. В своё время я очень любил „похулиганить“, и пытаюсь передать свои ощущения до вас через музыку.»

## Стили композиций
Альбом «Doo-Wops and Hooligans» сочетал в себе несколько стилей поп, рок, регги, R&B, соул, и хип-хоп. Критики утверждают что песни Марса чем то схожи с песнями Майкла Джексона в частности сингл «Grenade» похож на песню «Dirty Diana» и похож по исполнению с песнями Джейсона Мраза. Другие критики утверждают что, сингл «Grenade» указывают на творчество Канье Уэста, Шакиры, стиль сингла «Just the Way You Are» похож на стиль U2, «Our First Time» на стиль «Boyz II Men» а также на стили D'Angelo, Al B. Sure!, и Sade, «Runaway Baby» похож на стиль Литла Ричарда, песня «The Lazy Song» похожа на стиль Sugar Ray, «Marry You» на Coldplay, «Liquor Store Blues» на Bedouin Soundclash, и «Count on Me» похожа на стиль Израэль Камакавивооле.
Лирически, песни оценены критиками как «хорошие», «беззаботные», и «оптимистические», в частности песня «Just the Way You Are», также песня о дружбе «Count on Me», и песня «Marry You», о спонтанной идеи брака. Кроме того, «Runaway Baby» — это гитарная песня, а сингл «The Lazy Song» — неофициальный «гимн лени». Некоторые песни, такие как «Grenade», критики называют наоборот «мрачными», «темными», в этот список кроме «Grenade» входят: «Talking to the Moon», и регги трек «Liquor Store Blues».

## Синглы

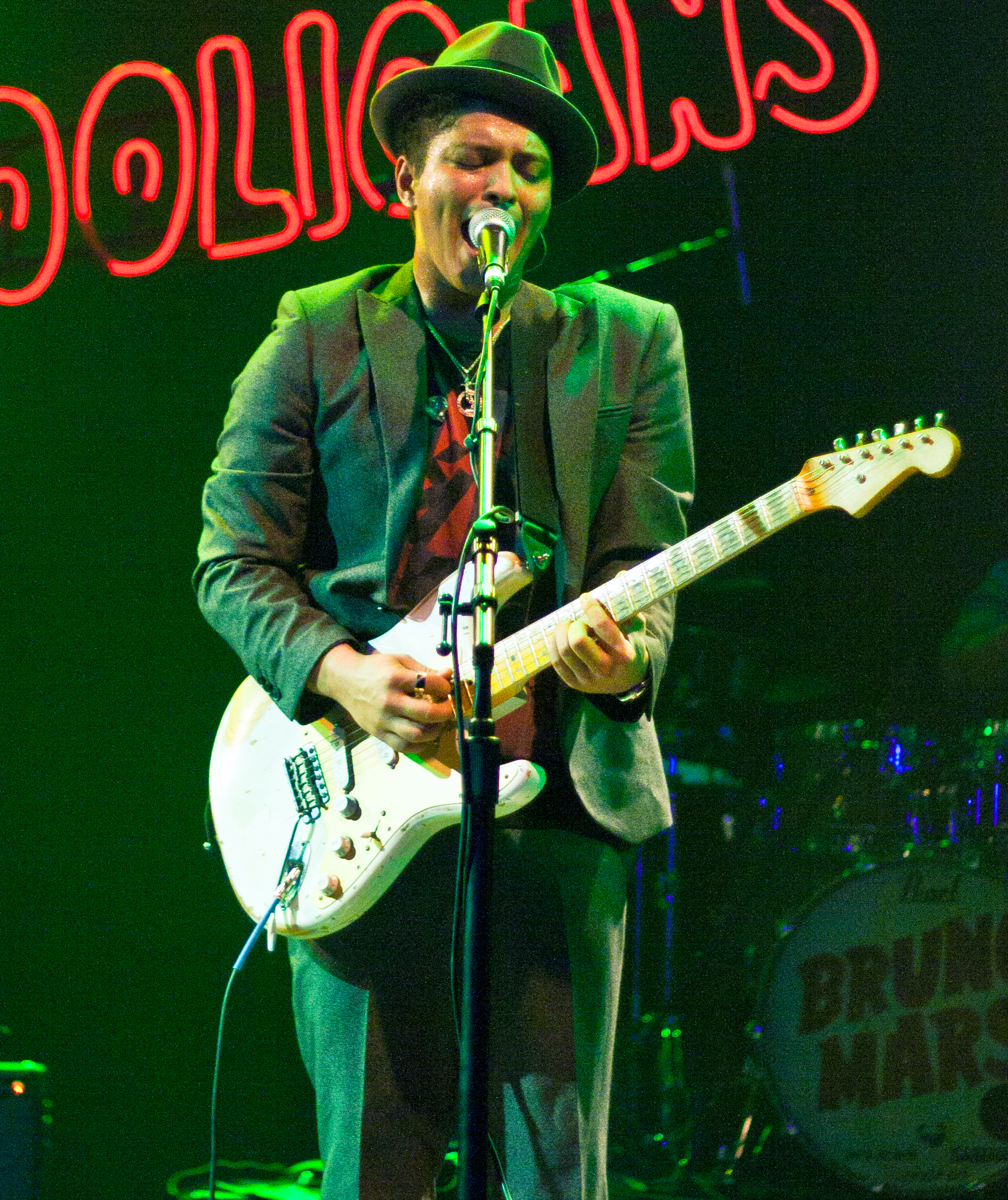
Бруно Марс выступает в Хьюстоне 24 ноября, 2010 года в поддержку своего альбома «The Doo-Wops & Hooligans Tour».

Песня «Just the Way You Are» была выпущена в качестве дебютного сингла 19 июля, 2010 года. С тех пор сингл возглавлял Billboard Hot 100 на протяжении четырёх недель подряд, в мире было загружено более 4,5 миллиона цифровых копий, после чего сингл был сертифицирован RIAA как 4х Платиновый. Также сингл смог попасть на первые строчки Australian Singles Chart, Canadian Hot 100, Dutch Top 40, Irish Singles Chart, New Zealand Singles Chart, UK Singles Chart, и достигнуть первой десятки в чартах Дании, Норвегии, и Швеции. Официальный клип был снят Этаном Ладером и выпущен 8 сентября, 2010 года. Следующий сингл «Grenade» попал на первую строчку Billboard Hot 100, в США было продано 4.4 миллиона цифровых копий. В Альбом была вклчюена песня «The Other Side», при участии Cee Lo Green и B.o.B, ранее входила в список композиций мини-альбома «It’s Better If You Don’t Understand». Клип на песню вышел в июле 2010 года.
Чтоб подогреть интерес слушателей, песня «Liquor Store Blues» совместно с Дэмианом Марли и сингл «Grenade» были выпущены на iTunes Store 21 и 28 сентября 2010 года. «Liquor Store Blues» дебютировал под номером 97 на Canadian Hot 100, 1 октября 2010 года. Кроме того, сингл «The Lazy Song» старотовал с 82 строчки Billboard Hot 100. Второй сингл «Grenade» возглавлял чарты в Австралии, в Канаде, в Ирландии, в Новой Зеландии, а также в Великобритании и в США. Видеоклип вышел 19 ноября, в котором, Бруно Марс тащит по Лос-Анджелесу пианино. Третьим синглом стала песня «The Lazy Song», которая была выпущена 15 февраля, 2011 года.
Синглом под номером 4 стала песня, «Marry You» вышедшая в ноябре 2010 года, и сразу стартовав с 29-й строчки в Австралии, с 66-й строчки в Великобритании, с 83-й строчки в Канаде и 85-й строчки в Соединенных Штатах.
В Великобритании три первых сингла с этого альбома занимали первую строчку UK Singles Chart и причем подряд, этот успех помог продать 2,2 миллиона копий.

## Выпуск и продвижение
Премьера альбома «Doo-Wops & Hooligans» прошла на Myspace 24 сентября, а в розничную торговлю, альбом поступил 4 октября, 2010 года. Версия «Deluxe» включала в себе ещё два трека: ремикс сингла «Just the Way You Are» при участии Lupe Fiasco и песню «Somewhere in Brooklyn», из мини-альбома «It’s Better If You Don’t Understand». Также «Deluxe» версия включает себя видеоклипы песен «Just the Way You Are» и «The Other Side».
Некоторые песни из альбома были продемонстрированы публике во время выступления в ресторане Bowery Ballroom, Нью-Йорк, 25 августа, 2010 года. Марс появился в телепередаче Saturday Night Live в качестве гостя, вместе с Джейн Линч 9 октября, 2010 года, и исполнил песни «Just the Way You Are», «Nothin' on You», и «Grenade». Наряду с OneRepublic, Марс участвовал в туре Maroon 5 по поддержке их нового альбома Hands All Over в октябре 2010. Он также поддержал Трэвиса МакКоя в его туре по Европе в октябре-ноябре 2010 года. Atlantic Records позволило сериалу Хор использовать две песни; «Just the Way You Are» и «Marry You» в серии «Furt», которая вышла в ноябре 2010 года.
Компания Tap Tap выпустила для iPhone игру, основанную на альбоме, под названием «Bruno Mars Revenge», в ней присутствует всего 10 хитов.

## Признание
| Совокупная оценка      | Совокупная оценка |
| Источник               | Оценка            |
| ---------------------- | ----------------- |
| AnyDecentMusic?        | 4.9/10            |
| Metacritic             | 61/100            |
| Оценки критиков        |                   |
| Источник               | Оценка            |
| AllMusic               | [ 55 ]            |
| Consequence of Sound   | B–                |
| Entertainment Weekly   | B+                |
| The Guardian           | [ 57 ]            |
| The Independent        | [ 58 ]            |
| Q                      | [ 59 ]            |
| The New Zealand Herald | 3/5               |
| Rolling Stone          | [ 60 ]            |
| Slant Magazine         | [ 19 ]            |
| The Telegraph          | [ 61 ]            |

### Оценки критиков
Doo-Wops & Hooligans получил смешанные отзывы критиков; на сайте Metacritic он получил 61 балл из 100 возможных. Entertainment Weekly дал альбому рейтинг B+, одна из обозревателей Лия Гринблатт сказала, что «во время прослушивания альбома, у меня появились смешанные чувства», она также отметила слишком большой уклон песен в сторону поп музыки. Шон Феннесси из The Washington Post дал альбому рейтинг «favorable», сказав, «У Бруно Марса получился отличный дебют! Альбом получился очень мелодичным и разно стилевым». Один из критиков Rolling Stone Джоди Розена назвал его «Лучшим дебютным альбомом 2010 года» чьи треки «без проблем смогли доставить мне удовольствие». Джон Караманика из The New York Times назвал «Doo-Wops & Hooligans» «фантастическим». Дерри Стерард из CANOE похвалил Марса за «очень сильные романтические строки». и About.com назвал альбом «одним из лучший альбомов этого года».
Тим Сендра из allmusic дал альбому рейтинг три звезды из пяти, назвав «средним дебютом, добавив что Марс не реализовал весь свой потенциал». Сендра оценил ранее вышедшую песню «The Other Side» назвав её изюминкой альбома". Скот Кара из The New Zealand Herald написал «мне понравились первые два трека с альбома, но они не смогли поднять для меня „потенциал“ альбома». Кен Капобьянко был разочарован тем, что «альбому не хватало автобиографический аспектов», но в остальном похвалил Марса.

### Коммерческий успех
В Соединенных Штатах, «Doo-Wops & Hooligans» дебютировал под номером три в Billboard 200, в течение недели после выхода альбома было продано, 55 000 тыс. копий. С тех пор альбом был продан в США 1 195 000 раз, после чего был сертифицирован RIAA как платиновый. На той же неделе альбом дебютировал в Canadian Albums Chart под номером шесть, и достиг верхней строчки четыре месяца спустя. Альбом попал на первую строчку чарта Великобритании, в первую пятерку чартов Новой Зеландии и Австралии, так же на 29 строчку чарта Ирландии. В 2011 году, «Doo-Wops & Hooligans» был сертифицирован как Платиновый в Новой Зеландии, Австралии, Канаде и в Великобритании. На 26 июня, 2011 года, в Великобритании было продано более 605,193 тыс. копий.
«Doo-Wops & Hooligans» является первым дебютным альбомом иностранного исполнителя, который достиг первой строчки German Albums Chart.

## Список композиций
| №   | Название                                            | Автор(ы) | Продюсер                        | Длительность |
| --- | --------------------------------------------------- | --- | ------------------------------- | ------------ |
| 1.  | «Grenade»                                           | Бруно Марс, Филипп Лоуренс, Ари Левин, Броди Браун, Клод Келли, Эндрю Уайетт                                                     | The Smeezingtons                | 3:42         |
| 2.  | «Just the Way You Are»                              | Марс, Лоуренс, Левин, Халил Уолтон, Хари Каин                                                                                    | The Smeezingtons, Needlz        | 3:40         |
| 3.  | «Our First Time»                                    | Марс, Лоуренс, Левин, Дуэйн Чин-Куи, Митчем Чин                                                                                  | The Smeezingtons, The Supa Dups | 4:03         |
| 4.  | «Runaway Baby»                                      | Марс, Лоуренс, Левин, Brown | The Smeezingtons                | 2:27         |
| 5.  | «The Lazy Song»                                     | Марс, Лоуренс, Левин, K'naan , Джой Томас                                                                                        | The Smeezingtons                | 3:15         |
| 6.  | «Marry You»                                         | Марс, Лоуренс, Левин | The Smeezingtons                | 3:50         |
| 7.  | «Talking to the Moon»                               | Марс, Лоуренс, Левин, Альберт Винклер, Джефф Бхаскер                                                                             | The Smeezingtons                | 3:37         |
| 8.  | «Liquor Store Blues» (совместно с Damian Marley)    | Марс, Лоуренс, Левин, Чин-Куи, Митчем Чин, Дэмиан Марли, Томас Пенц                                                              | The Smeezingtons, The Supa Dups | 3:49         |
| 9.  | «Count on Me»                                       | Марс, Лоуренс, Левин | The Smeezingtons                | 3:17         |
| 10. | «The Other Side» (совместно с Cee Lo Green и B.o.B) | Марс, Лоуренс, Левин Brown, Майк Карен, Патрик Стамп, Каве Растегар, Джон Уикс, Джереми Разумна, Джошуа Лопес, Бобби Рэй Симмонс | The Smeezingtons                | 3:47         |

| №   | Название                                               | Длительность |
| --- | ------------------------------------------------------ | ------------ |
| 11. | «Just the Way You Are» (Remix совместно с Lupe Fiasco) | 3:58         |
| 12. | «Somewhere in Brooklyn» (EP version)                   | 3:01         |

| №   | Название                                               | Длительность |
| --- | ------------------------------------------------------ | ------------ |
| 11. | «Just the Way You Are» (Remix совместно с Lupe Fiasco) | 3:58         |
| 12. | «Somewhere in Brooklyn» (EP version)                   | 3:01         |
| 13. | «Talking to the Moon» (Пианино)                        |              |
| 14. | «Just the Way You Are» (В живую)                       |              |
| 15. | «Grenade» (В живую)                                    |              |
| 16. | «The Other Side» (В живую)                             |              |

| №   | Название                             | Длительность |
| --- | ------------------------------------ | ------------ |
| 11. | «Somewhere in Brooklyn» (EP version) | 3:01         |
| 12. | «Talking to the Moon» (Пианино)      | 3:37         |

| №   | Название                                                      | Длительность |
| --- | ------------------------------------------------------------- | ------------ |
| 11. | «Just the Way You Are» (совместно с Lupe Fiasco) (Remix)      |              |
| 12. | «Somewhere in Brooklyn»                                       |              |
| 13. | «Talking to the Moon» (Пианино)                               |              |
| 14. | «Just the Way You Are» (Walmart Soundcheck Version) (В живую) |              |
| 15. | «Grenade» (Walmart Soundcheck Version) (В живую)              |              |
| 16. | «The Other Side» (Walmart Soundcheck Version) (В живую)       |              |

## Чарты
| Чарт (2010–12)                      | Лучшая позиция |
| ----------------------------------- | -------------- |
| Австралия (ARIA)                    | 2              |
| Австрия (Ö3 Austria)                | 2              |
| Бельгия/Фландрия (Ultratop)         | 1              |
| Бельгия/Валлония (Ultratop)         | 14             |
| Канада (Canadian Albums Chart)      | 1              |
| Croatian Albums Chart               | 1              |
| Дания (Hitlisten)                   | 3              |
| Нидерланды (Album Top 100)          | 1              |
| Финляндия (Suomen virallinen lista) | 3              |
| Франция (SNEP)                      | 13             |
| Германия (Offizielle Top 100)       | 1              |
| Венгрия (MAHASZ)                    | 29             |
| Ирландия (IRMA)                     | 1              |
| Италия (Classifica album)           | 11             |
| Япония (Oricon)                     | 18             |
| Мексика (Top 100 Mexico)            | 5              |
| Новая Зеландия (RMNZ)               | 2              |
| Норвегия (VG-lista)                 | 10             |
| Польша (ZPAV)                       | 7              |
| Португалия (AFP)                    | 6              |
| Шотландия (Scottish Albums Chart)   | 1              |
| Испания (PROMUSICAE)                | 9              |
| Швеция (Sverigetopplistan)          | 6              |
| Швейцария (Schweizer Hitparade)     | 1              |
| Великобритания (UK Albums Chart)    | 1              |
| США (Billboard 200)                 | 3              |

| Чарт (2010)               | Позиция |
| ------------------------- | ------- |
| Australian Albums (ARIA)  | 45      |
| New Zealand Albums (RMNZ) | 26      |

| Чарт (2011)                        | Позиция |
| ---------------------------------- | ------- |
| Australian Albums (ARIA)           | 3       |
| Austrian Albums (Ö3 Austria)       | 10      |
| Belgian Albums (Ultratop Flanders) | 5       |
| Belgian Albums (Ultratop Wallonia) | 38      |
| Canadian Albums (Billboard)        | 6       |
| Danish Albums (Hitlisten)          | 8       |
| Dutch Albums (MegaCharts)          | 5       |
| German Albums (Offizielle Top 100) | 4       |
| New Zealand Albums (RMNZ)          | 2       |
| Spanish Albums (PROMUSICAE)        | 44      |
| Swiss Albums (Schweizer Hitparade) | 4       |
| UK Albums (OCC)                    | 3       |
| US Billboard 200                   | 12      |

| Чарт (2012)                        | Позиция |
| ---------------------------------- | ------- |
| Australian Albums (ARIA)           | 25      |
| Belgian Albums (Ultratop Flanders) | 80      |
| New Zealand Albums (RMNZ)          | 15      |
| Swiss Albums (Schweizer Hitparade) | 50      |
| US Billboard 200                   | 60      |
| US Billboard Catalog Albums        | 35      |

| Чарт (2013)                 | Позиция |
| --------------------------- | ------- |
| Australian Albums (ARIA)    | 55      |
| Japanese Albums (Oricon)    | 73      |
| New Zealand Albums (RMNZ)   | 45      |
| US Billboard 200            | 73      |
| US Billboard Catalog Albums | 2       |

| Чарт (2014)      | Позиция |
| ---------------- | ------- |
| US Billboard 200 | 87      |

| Чарт (2015)      | Позиция |
| ---------------- | ------- |
| US Billboard 200 | 94      |

| Чарт (2016)               | Позиция |
| ------------------------- | ------- |
| Danish Albums (Hitlisten) | 77      |
| US Billboard 200          | 147     |

| Чарт (2017)                        | Позиция |
| ---------------------------------- | ------- |
| Danish Albums (Hitlisten)          | 76      |
| Swedish Albums (Sverigetopplistan) | 84      |
| US Billboard 200                   | 88      |

## Сертификации
| Регион | Сертификация     | Продажи    |
| --- | ---------------- | ---------- |
| Австралия (ARIA) | 4× Платиновый    | 280 000^   |
| Австрия (IFPI Austria) | Платиновый       | 20 000*    |
| Бельгия (BEA) | Платиновый       | 30 000*    |
| Бразилия (ABPD) | Платиновый       | 40 000*    |
| Канада (Music Canada) | 3× Платиновый    | 240 000^   |
| Дания (IFPI Danmark) | 6× Платиновый    | 120 000    |
| Франция (SNEP) | 2× Платиновый    | 200 000*   |
| Германия (BVMI) | 5× Золотой       | 500 000^   |
| Ирландия (IRMA) | 4× Платиновый    | 60 000^    |
| Италия (FIMI) | 2× Платиновый    | 100 000    |
| Япония (RIAJ) | Платиновый       | 250 000^   |
| Япония (RIAJ) · Digital | Золотой          | 100 000*   |
| Мексика (AMPROFON) | Золотой          | 30 000^    |
| Нидерланды (NVPI) | Золотой          | 25 000^    |
| Новая Зеландия (RMNZ) | 11× Платиновый   | 165 000    |
| Филиппины (PARI) | 2× Бриллиантовый | 300 000*   |
| Польша (ZPAV) | Золотой          | 10 000*    |
| Португалия (AFP) | Золотой          | 10 000^    |
| Сингапур (RIAS) | 4× Платиновый    | 40 000*    |
| Испания (PROMUSICAE) | Золотой          | 30 000^    |
| Швеция (GLF) | Золотой          | 20 000     |
| Швейцария (IFPI Switzerland) | 2× Платиновый    | 60 000^    |
| Великобритания (BPI) | 7× Платиновый    | 2 100 000  |
| США (RIAA) | 7× Платиновый    | 7 000 000  |
| Итого |                  |            |
| Европа (IFPI) | 3× Платиновый    | 3 000 000* |
| * Данные о продажах приведены только на основе сертификации. · ^ Данные о тиражах приведены только на основе сертификации. · Данные о продажах + прослушиваниях приведены только на основе сертификации. |                  |            |

## История выхода
| Страна           | Дата                 | Компания          | Формат               | Версия           |
| ---------------- | -------------------- | ----------------- | -------------------- | ---------------- |
| Франция          | 4 октября 2010 года  | Warner Music      | Digital download     | Standard         |
| Соединение Штаты | 4 октября 2010 года  | Atlantic, Elektra | Digital download     | Standard, Deluxe |
| Австрия          | 5 октября 2010 года  | Warner Music      | CD                   | Standard         |
| Канада           | 5 октября 2010 года  | Warner Music      | CD                   | Standard         |
| Мексика          | 5 октября 2010 года  | Warner Music      | Digital download     | Standard, Deluxe |
| Соединение Штаты | 5 октября 2010 года  | Atlantic, Elektra | CD                   | Standard, Deluxe |
| Новая Зеландия   | 11 октября 2010 года | Warner Music      | CD                   | Standard         |
| Австралия        | 15 октября 2010 года | Warner Music      | CD                   | Standard         |
| Соединение Штаты | 7 декабря 2010 года  | Atlantic, Elektra | LP                   | Standard         |
| Япония           | 12 января 2011 года  | Warner Music      | CD                   | Standard         |
| Германия         | 14 января 2011 года  | Warner Music      | CD, LP               | Standard         |
| Дания            | 17 января 2011 года  | Warner Music      | CD, digital download | Standard         |
| Великобритания   | 17 января 2011 года  | Elektra           | CD, digital download | Standard         |
| Бразилия         | 18 февраля 2011 года | Warner Music      | CD, digital download | Standard         |

## Примечание
1. ↑  Bruno Mars Unveils Eagerly Awaited Debut Album "DOO-WOPS & HOOLIGANS" Slated to Arrive October 5th; New Single "Just The Way You Are" Shaping Up as Massive Hit, With Top 3 Success on iTunes "Top Singles"; Sold-Out New York City Live Debut Set for Tonight, Followed by US Tour Alongside Maroon 5 in October (Press release). Marketwire. 25 августа 2010. Архивировано 1 октября 2010. Дата обращения: 9 сентября 2010.
2. ↑  Rodriguez, Jayson. Bruno Mars Is '100 Percent' Done With Debut LP. MTV News. MTV Networks (1 сентября 2010). Дата обращения: 9 сентября 2010. Архивировано 24 августа 2012 года.
3. ↑  Busy. *Premiere* Doo-Wops & Hooligans [Album Cover]. BrunoMars.com (30 августа 2010). Дата обращения: 17 октября 2010. Архивировано 24 августа 2012 года.
4. 1 2 3 4 5  Bruno Mars Hits #1 on iTunes With "Just The Way You Are"; Sets First-Ever U.S. Headline Tour; Live Performance at the MTV Video Music Awards on Sunday, September 12th; Video Hits MTV & VH1 Networks This Week, With Mars Named VH1's "You Oughta Know" Artist; MySpace Music Album Debut Set for September 24th; "DOO-WOPS & HOOLIGANS," Arrives October 5th (Press release). Marketwire. 9 сентября 2010. Архивировано 16 июня 2011. Дата обращения: 9 сентября 2010.
5. ↑  Bain, Becky. Bruno Mars Reveals His ‘Doo-Wops & Hooligans’ Track List. Idolator (10 сентября 2010). Дата обращения: 10 сентября 2010. Архивировано 24 августа 2012 года.
6. ↑  Bruno Mars interview by Pete Lewis, 'Blues & Soul' October 2010. Дата обращения: 9 августа 2011. Архивировано 30 ноября 2011 года.
7. ↑  Bain, Becky. Bruno Mars: The Idolator Interview. Idolator (31 августа 2010). Дата обращения: 9 сентября 2010. Архивировано 24 августа 2012 года.
8. ↑  Gentry, Colin. 4Music.com meets Bruno Mars. 4Music (22 сентября 2010). Дата обращения: 22 сентября 2010. Архивировано 9 июля 2012 года.
9. 1 2 3 4 5 6  Cohen, Sandy. Music Review: Singer-songwriter-producer Bruno Mars shows range and pop flair on debut CD. The Canadian Press (4 октября 2010). Дата обращения: 16 октября 2010. Архивировано 7 октября 2010 года.
10. 1 2 3  Mervis, Scott. For the Record: Bruno Mars. Pittsburgh Post-Gazette. Block Communications (7 октября 2010). Дата обращения: 16 октября 2010. Архивировано 24 августа 2012 года.
11. 1 2 3 4 5 6 7 8 9  Greenblatt, Leah (29 сентября 2010). Doo-Wops & Hooligans (2010). Entertainment Weekly (англ.). Архивировано 6 октября 2014. Дата обращения: 29 сентября 2010.
12. 1 2 3 4 5 6 7 8  Caramanica, Jon (5 октября 2010). Bruno Mars in Ascension. The New York Times. The New York Times Company. Архивировано 17 января 2022. Дата обращения: 5 октября 2010.
13. 1 2 3  Fennessey, Sean. 'Doo-Wops & Hooligans' indicates that Bruno Mars is primed for a durable career. The Washington Post. The Washington Post Company (5 октября 2010). Дата обращения: 7 октября 2010. Архивировано 24 августа 2012 года.
14. 1 2 3  Wheeler, Brad (1 октября 2010). The week's hottest songs. The Globe and Mail. CTVglobemedia. Архивировано 18 октября 2010. Дата обращения: 16 октября 2010.
15. ↑  Mucciacciaro, Roberto. Bruno Mars' 'Grenade' Channels Michael Jackson Circa 'Dirty Diana'. MTV News. MTV Networks (14 октября 2010). Дата обращения: 16 октября 2010. Архивировано 24 августа 2012 года.
16. 1 2  Sullivan, Jim. Mars is out of this world. Boston Herald. Patrick Purcell (1 декабря 2010). Дата обращения: 1 декабря 2010. Архивировано 24 августа 2012 года.
17. 1 2 3  Kara, Scott. Album Review: Bruno Mars Doo-wops and Hooligans. The New Zealand Herald (27 ноября 2010). Дата обращения: 29 ноября 2010. Архивировано 24 августа 2012 года.
18. ↑  Barber, Kevin. Album Review: Bruno Mars – Doo-Wops & Hooligans. Consequence of Sound (3 декабря 2010). Дата обращения: 18 января 2011. Архивировано 24 августа 2012 года.
19. 1 2  Henderson, Eric. Bruno Mars: Doo-Wops & Hooligans (англ.). Slant Magazine (7 октября 2010). Дата обращения: 7 октября 2010. Архивировано 10 октября 2010 года.
20. ↑  Vick, Megan. Bruno Mars, "Just the Way You Are". Billboard. Nielsen Business Media, Inc (6 августа 2010). Дата обращения: 16 октября 2010. Архивировано 11 ноября 2010 года.
21. ↑  Lee, Katie. Melodic Savant Mars Underachieves On Debut. The Heights. Boston College (7 октября 2010). Дата обращения: 16 октября 2010. Архивировано из оригинала 18 октября 2010 года.
22. 1 2 3  Yang, Emily. Album Review: Doo-Wops & Hooligans. The Signal. Georgia State University (5 октября 2010). Дата обращения: 15 октября 2010. Архивировано из оригинала 11 июля 2011 года.
23. ↑  Toor, Amar. Bruno Mars, 'Grenade' -- New Song. AOL Radio Blog. AOL (5 октября 2010). Дата обращения: 16 октября 2010. Архивировано 24 августа 2012 года.
24. ↑  Bruno Mars Ready With New Solo Single; "Just The Way You Are" Drops July 20th, Heralding Hugely Anticipated Debut Album; Elektra Recording Artist and Acclaimed Singer/Songwriter/Producer to Join Maroon 5 and One Republic on Tour (Press release). Marketwire. 19 июля 2010. Архивировано 22 июля 2010. Дата обращения: 9 сентября 2010.
25. 1 2 3  Bruno Mars: The Billboard Cover Story | Billboard.com. Дата обращения: 9 августа 2011. Архивировано 11 ноября 2012 года.
26. ↑  RIAA - Gold & Platinum - October 05, 2010. Recording Industry Association of America. Дата обращения: 5 октября 2010. Архивировано 9 июля 2012 года.
27. ↑  Just The Way You Are - Bruno Mars. Billboard. Nielsen Business Media, Inc. Дата обращения: 3 октября 2010. Архивировано из оригинала 5 сентября 2010 года.
28. ↑  Amazing debut for Bruno Mars and Phil Collins is back at number one. The Official Charts Company. 26 сентября 2010. Архивировано из оригинала 26 октября 2011. Дата обращения: 26 сентября 2010.
29. ↑  Bruno Mars - Just the Way You Are (song). charts.org.nz. Hung Medien. Дата обращения: 24 октября 2010. Архивировано 24 августа 2012 года.
30. ↑  Irish Music Charts Archive: Top 50 Singles, Week Ending 7 October 2010. Irish Singles Chart. GfK. Дата обращения: 8 октября 2010. Архивировано 24 августа 2012 года.
31. ↑  Wete, Brad. Bruno Mars wows his lady with cassette tape drawings in 'Just the Way You Are' video: Watch here. Entertainment Weekly. Time Inc (8 сентября 2010). Дата обращения: 9 сентября 2010. Архивировано 8 июля 2012 года.
32. ↑  Rodriguez, Jayson. Bruno Mars Shows His 'Darker' Self On 'The Other Side' Video. MTV News. MTV Networks (15 июля 2010). Дата обращения: 9 сентября 2010. Архивировано 8 июля 2012 года.
33. ↑  Bruno Mars - "The Other Side ". MTV. MTV Networks (23 августа 2010). Дата обращения: 9 сентября 2010. Архивировано 24 августа 2012 года.
34. ↑  Fried, Melanie. Bruno Mars Brings Cee-Lo to 'The Other Side'. Billboard. Nielsen Business Media, Inc (16 июля 2010). Дата обращения: 9 сентября 2010. Архивировано 7 ноября 2012 года.
35. ↑  Liquor Store Blues (feat. Damian Marley). iTunes Store. Дата обращения: 21 сентября 2010. Архивировано 24 августа 2012 года.
36. 1 2  Bruno Mars Soars to #1 on the Billboard Hot 100 Chart With Debut Single "Just The Way You Are"; Single Lands the Top Position on UK Midweek Chart; Elektra Artist Slated for October 9th Performance on Saturday Night Live; Dates Already Sold Out on First-Ever U.S. Headline Tour; "DOO-WOPS & HOOLIGANS," Arrives October 5th (Press release). Marketwire. 22 сентября 2010. Архивировано 16 июня 2011. Дата обращения: 22 сентября 2010.
37. ↑  Canadian Hot 100: Oct 1, 2010. Billboard. Nielsen Broadcast Data Systems (1 октября 2010). Дата обращения: 3 октября 2010. Архивировано 3 октября 2010 года.
38. ↑  The Lazy Song - Bruno Mars. Billboard. Nielsen Business Media, Inc. Дата обращения: 14 октября 2010. Архивировано из оригинала 17 октября 2010 года.
39. 1 2  Bruno Mars - Grenade (song). australian-charts.com. Hung Medien. Дата обращения: 17 января 2011. Архивировано 24 августа 2012 года.
40. ↑  Irish Music Charts Archive: Top 50 Singles, Week Ending 13 January 2011. Irish Singles Chart. GfK. Дата обращения: 17 января 2011. Архивировано 24 августа 2012 года.
41. ↑  Grenade - Bruno Mars. Billboard. Prometheus Global Media. Дата обращения: 17 января 2011. Архивировано 20 октября 2009 года.
42. ↑  Mars blasts off with Grenade. The Official Charts Company. 16 января 2011. Архивировано из оригинала 26 октября 2011. Дата обращения: 17 января 2011.
43. 1 2  Bruno Mars Is On the Move; Major Slate of TV Appearances Scheduled, Including The 2010 GRAMMY Nominations Concert, Letterman, TODAY and the 2010 Soul Train Awards; Pair of Songs Set to Be Featured on FOX's Glee; Sold-Out Headlining Tour Gets Underway as Chart-Topping New Star Joins the Line-Ups at Radio-Sponsored Holiday Concerts Nationwide; "Grenade" Video Set to Premiere Across MTV Networks as Single Continues to Explode at Radio, Following a String of Double-Platinum Hits (Press release). Marketwire. 11 ноября 2010. Архивировано 16 декабря 2010. Дата обращения: 15 ноября 2010.
44. ↑  Montgomery, James (19 ноября 2010). Bruno Mars' 'Grenade' Video: The Passion Of The Crooner. MTV News. MTV Networks. Архивировано 20 ноября 2010. Дата обращения: 20 ноября 2010.
45. ↑  Top 40 Mainstream Future Releases. All Access. All Access Music Group (15 февраля 2011). Дата обращения: 10 февраля 2011. Архивировано 9 февраля 2011 года.
46. ↑  Singles Top 40 from the Official UK Charts Company Архивировано 4 февраля 2012 года.
47. ↑  Marry You – Bruno Mars. Billboard. Prometheus Global Media. Дата обращения: 17 января 2011. Архивировано 20 октября 2009 года.
48. 1 2  Doo-Wops & Hooligans. Amazon.com. Дата обращения: 29 сентября 2010. Архивировано 24 августа 2012 года.
49. 1 2 3 4  Doo-Wops & Hooligans (Deluxe) (+video) (+digital booklet). Amazon MP3. Amazon.com. Дата обращения: 29 сентября 2010. Архивировано 24 августа 2012 года.
50. ↑  MacDonald, John S. W. Hitmaker Bruno Mars Wows the Ladies in NY Debut. Spin. Spin Media LLC (26 августа 2010). Дата обращения: 9 сентября 2010. Архивировано 24 августа 2012 года.
51. ↑  Ziegbe, Mawuse (10 октября 2010). 'Glee' Star Jane Lynch Belts Tunes On 'Saturday Night Live'. MTV News. MTV Networks. Архивировано 14 ноября 2010. Дата обращения: 10 октября 2010.
52. ↑  Bruno Mars Revenge for iPhone, iPod touch, and iPad on the iTunes App Store. Дата обращения: 28 сентября 2017. Архивировано 7 марта 2016 года.
53. ↑  Doo-Wops & Hooligans by Bruno Mars reviews | Any Decent Music (англ.). AnyDecentMusic?. Дата обращения: 2 ноября 2016. Архивировано 4 ноября 2016 года.
54. 1 2  Doo-Wops & Hooligans by Bruno Mars (англ.). Metacritic. CBS Interactive. Дата обращения: 10 марта 2017. Архивировано 21 ноября 2016 года.
55. ↑  Sendra, Tim. Doo-Wops & Hooligans: Bruno Mars (англ.). AllMusic. Дата обращения: 6 октября 2010. Архивировано 31 мая 2012 года.
56. ↑  Barber, Kevin. Album Review: Bruno Mars – Doo-Wops & Hooligans (англ.). Consequence of Sound (3 декабря 2010). Дата обращения: 14 декабря 2012. Архивировано 9 февраля 2015 года.
57. ↑  Petridis, Alexis. Bruno Mars: Doo-Wops & Hooligans – review (англ.) // The Guardian : newspaper. — 2011. — 20 January. Архивировано 19 февраля 2014 года.
58. ↑  Gill, Andy (14 января 2011). Album: Bruno Mars, Doo-Wops & Hooligans (Elektra). The Independent (англ.). London. Архивировано 4 ноября 2013. Дата обращения: 14 декабря 2012.
59. ↑  Bruno Mars, 'Doo-Wops & Hooligans' (Elektra) (англ.) // Q : journal. — Bauer Media Group, 2011. — March (no. 296). — P. 109.
60. 1 2  Rosen, Jody. Bruno Mars: Doo-Wops & Hooligans. Rolling Stone. Wenner Media LLC (5 октября 2010). Дата обращения: 5 октября 2010. Архивировано 24 августа 2012 года.
61. ↑  Gockelen-Kozlowski, Tom (21 января 2011). Bruno Mars: Doo-Wops & Hooligans, CD review. The Daily Telegraph (англ.). Архивировано 10 апреля 2011. Дата обращения: 1 декабря 2011.
62. ↑  Sterdan, Darryl. This week's CD reviews. Canadian Online Explorer. Sun Media Corporation (3 октября 2010). Дата обращения: 14 октября 2010. Архивировано 24 августа 2012 года.
63. ↑  Lamb, Bill. [top40.about.com/od/albums/fr/Bruno-Mars-Doo-Wops-And-Hooligans.htm Bruno Mars - Doo-Wops and Hooligans]. About.com. Дата обращения: 17 октября 2010. Архивировано 24 августа 2012 года.
64. ↑  Sendra, Tim. allmusic (((Doo-Wops & Hooligans > Overview))). allmusic. Rovi Corporation. Дата обращения: 6 октября 2010. Архивировано 13 октября 2010 года.
65. ↑  Capobianco, Ken. Bruno Mars, 'Doo-Wops & Hooligans'. The Boston Globe. Christopher Mayer (25 октября 2010). Дата обращения: 29 ноября 2010. Архивировано 3 марта 2016 года.
66. ↑  Caulfield, Keith (13 октября 2010). Toby Keith's 'Gun' Fires at No. 1 on Billboard 200. Billboard. Nielsen Business Media, Inc. Архивировано 8 ноября 2012. Дата обращения: 13 октября 2010. {{cite news}}: Неизвестный параметр |deadlink= игнорируется (|url-status= предлагается) (справка); Неизвестный параметр |deadurl= игнорируется (|url-status= предлагается) (справка)
67. ↑  RIAA — Recording Industry Association of America Архивировано 1 октября 2015 года.
68. ↑  Kelly Rowland Destines For No. 3, Amy Winehouse Strikes Back Twice, Wu-Tang Clan Swarms The Chart | SOHH.COM. Дата обращения: 9 августа 2011. Архивировано из оригинала 10 августа 2011 года.
69. ↑  Canadian Albums: Week of October 23, 2010 (Biggest Jump). Nielsen Business Media, Inc. Дата обращения: 14 октября 2010. Архивировано 20 января 2011 года.
70. 1 2  Bruno Mars Chart History (Canadian Albums)  (англ.). Billboard.  Проверено 10 июля 2017.
71. 1 2  Bruno Mars — Doo-Wops & Hooligans  (нем.). Austriancharts.at. Hung Medien.  Проверено 10 июля 2017.
72. 1 2  Official Albums Chart Top 100  (англ.). The Official Charts Company.  Проверено 26 ноября 2016.
73. 1 2  British  album  certifications – Bruno Mars – Doo-Wops & Hooligans (англ.). British Phonographic Industry. Дата обращения: 2022-11-25.
74. 1 2  New Zealand  album  certifications – Bruno Mars – Doo-Wops & Hooligans (англ.). Recorded Music NZ. Дата обращения: 2024-11-20.
75. ↑  Canadian Recording Industry (CRIA): Gold & Platinum - January 2011. Canadian Recording Industry Association. Дата обращения: 2 февраля 2011. Архивировано 22 марта 2012 года.
76. 1 2  ARIA Charts – Accreditations – 2012 Albums (PDF). Australian Recording Industry Association. Дата обращения: 2021-06-02.
77. ↑  Charts UK : Lady Gaga repasse en pole position. Дата обращения: 9 августа 2011. Архивировано 22 ноября 2018 года.
78. 1 2  Bruno Mars (ブルーノ マーズ) : Doo-wops & Hooligans (ファイネスト プライス盤) (яп.). HMV Group Japan. Дата обращения: 5 ноября 2010. Архивировано 3 февраля 2016 года.
79. 1 2  Doo Wops & Hooligans. Amazon.co.uk. Дата обращения: 3 октября 2010. Архивировано 24 августа 2012 года.
80. ↑  Doo-Wops & Hooligans: Bruno Mars: Amazon.de: Musik. Amazon.de. Дата обращения: 6 февраля 2011. Архивировано 24 августа 2012 года.
81. ↑  Bruno Mars — Doo-Wops & Hooligans  (англ.). Australiancharts.com. Hung Medien.  Проверено 10 июля 2017.
82. ↑  Bruno Mars — Doo-Wops & Hooligans  (нид.). Ultratop.be. Hung Medien.  Проверено 10 июля 2017.
83. ↑  Bruno Mars — Doo-Wops & Hooligans  (фр.). Ultratop.be. Hung Medien.  Проверено 10 июля 2017.
84. ↑  Top of the Shops - službena tjedna lista prodanih albuma u Hrvatskoj. HDU (13 июня 2011). Дата обращения: 18 января 2017. Архивировано 31 марта 2016 года.
85. ↑  Bruno Mars — Doo-Wops & Hooligans  (англ.). Danishcharts.com. Hung Medien.  Проверено 10 июля 2017.
86. ↑  Bruno Mars — Doo-Wops & Hooligans  (нид.). Dutchcharts.nl. Hung Medien.  Проверено 10 июля 2017.
87. ↑  Bruno Mars: Doo-Wops & Hooligans  (фин.). Musiikkituottajat – IFPI Finland.  Проверено 10 июля 2017.
88. ↑  Bruno Mars — Doo-Wops & Hooligans  (фр.). Lescharts.com. Hung Medien.  Проверено 10 июля 2017.
89. ↑  Bruno Mars — Doo-Wops & Hooligans  (нем.). Offizielle Deutsche Charts.  Проверено 10 июля 2017.
90. ↑  Album Top 40 slágerlista — 2011. 14. hét  (венг.). Mahasz.hu. LightMedia.  Проверено 10 июля 2017.
91. ↑  «GFK Chart-Track». Chart-Track.co.uk. GFK Chart-Track. IRMA.  Проверено 10 июля 2017.
92. ↑  Bruno Mars — Doo-Wops & Hooligans  (англ.). Italiancharts.com. Hung Medien.  Проверено 10 июля 2017.
93. ↑  Oricon Top 50 Albums  (яп.). Oricon.  Проверено 10 июля 2017.
94. ↑  «Bruno Mars — Doo-Wops & Hooligans». Mexicancharts.com. Hung Medien.  Проверено 10 июля 2017.
95. ↑  Bruno Mars — Doo-Wops & Hooligans  (англ.). Charts.org.nz. Hung Medien.  Проверено 10 июля 2017.
96. ↑  Bruno Mars — Doo-Wops & Hooligans  (англ.). Norwegiancharts.com. Hung Medien.  Проверено 10 июля 2017.
97. ↑  Oficjalna lista sprzedaży :: OLIS — Official Retail Sales Chart  (пол.). OLiS. Związek Producentów Audio-Video.  Проверено 1 декабря 2016.
98. ↑  Bruno Mars — Doo-Wops & Hooligans  (англ.). Portuguesecharts.com. Hung Medien.  Проверено 10 июля 2017.
99. ↑  Official Scottish Albums Chart Top 100  (англ.). The Official Charts Company.  Проверено 10 июля 2017.
100. ↑  Bruno Mars — Doo-Wops & Hooligans  (англ.). Spanishcharts.com. Hung Medien.  Проверено 10 июля 2017.
101. ↑  Bruno Mars — Doo-Wops & Hooligans  (англ.). Swedishcharts.com. Hung Medien.  Проверено 10 июля 2017.
102. ↑  Bruno Mars — Doo-Wops & Hooligans  (нем.). Swisscharts.com. Hung Medien.  Проверено 10 июля 2017.
103. ↑  Bruno Mars Chart History (Billboard 200)  (англ.). Billboard.  Проверено 10 июля 2017.
104. ↑  ARIA Charts End Of Year Charts: Top 100 Albums 2010. Australian Recording Industry Association (2010). Дата обращения: 29 января 2011. Архивировано 17 февраля 2011 года.
105. ↑  Annual Top 50 Albums Chart 2010. Recording Industry Association of New Zealand (2010). Дата обращения: 16 июля 2012. Архивировано 24 июля 2011 года.
106. ↑  ARIA End Of Year Charts: Top 100 Albums 2011. Australian Recording Industry Association. Дата обращения: 11 июля 2017. Архивировано 29 января 2012 года.
107. ↑  Ö3 Austria Top 40: Jahreshitparade 2011. Hung Medien. Дата обращения: 11 июля 2017. Архивировано 23 июня 2013 года.
108. ↑  Ultratop Belgina Charts Flanders. Hung Medien. Дата обращения: 11 июля 2017. Архивировано 27 декабря 2012 года.
109. ↑  Ultratop Belgina Charts Wallonia. Hung Medien. Дата обращения: 11 июля 2017. Архивировано 25 декабря 2012 года.
110. ↑  Best of 2011: Top Canadian Albums. Billboard. Дата обращения: 3 января 2012. Архивировано 22 июня 2013 года.
111. ↑  Top 100 Year End Chart 2011. IFPI Danmark & Nielsen Music Control. Дата обращения: 11 июля 2017. Архивировано 9 июня 2012 года.
112. ↑  Dutch charts portal: Jaaroverzichten Album 2011 (нидерл.). Hung Medien. Дата обращения: 3 января 2012. Архивировано 15 декабря 2012 года.
113. ↑  Album Jahrescharts 2011. MTV (31 декабря 2011). Дата обращения: 11 июля 2017. Архивировано 12 января 2012 года.
114. ↑  Top Selling Albums of 2011: End of Year Charts. Official New Zealand Music Chart. Дата обращения: 11 июля 2017. Архивировано 22 июня 2017 года.
115. ↑  Spanish Year-End Charts 2011. Promusicae. Дата обращения: 3 января 2012. Архивировано 22 ноября 2012 года.
116. ↑  Swiss Year-End Charts 2011. Hung Medien. Дата обращения: 3 января 2012. Архивировано 25 января 2012 года.
117. ↑  The Top 20 biggest selling albums of 2011 revealed! Official Charts Company (2 января 2012). Дата обращения: 3 января 2012. Архивировано 3 апреля 2015 года.
118. ↑  2011 Year-End Charts: Billboard 200 Albums. Billboard. Дата обращения: 28 февраля 2015. Архивировано 15 декабря 2015 года.
119. ↑  ARIA End Of Year Charts: Top 100 Albums 2012. Australian Recording Industry Association. Дата обращения: 11 июля 2017. Архивировано 9 января 2013 года.
120. ↑  Ultratop Belgina Charts Flanders. Hung Medien. Дата обращения: 11 июля 2017. Архивировано 27 сентября 2013 года.
121. ↑  Top Selling Albums of 2012: End of Year Charts. Official New Zealand Music Chart. Дата обращения: 11 июля 2017. Архивировано 10 июня 2017 года.
122. ↑  Schweizer Jahreshitparade 2012. Hung Medien. Архивировано 12 января 2013 года.
123. ↑  2012 Year-End Charts: Billboard 200 Albums. Billboard. Дата обращения: 28 февраля 2015. Архивировано 4 января 2015 года.
124. ↑  2012 Year-End Charts: Catalog Albums. Billboard. Дата обращения: 13 декабря 2013. Архивировано 19 октября 2013 года.
125. ↑  ARIA End Of Year Charts: Top 100 Albums 2013. Australian Recording Industry Association. Дата обращения: 11 июля 2017. Архивировано 4 июня 2016 года.
126. ↑  2013年のCDアルバム年間ランキング. 2013 CD Albums Yearly Ranking (яп.). Oricon. Дата обращения: 26 декабря 2013. Архивировано 26 декабря 2013 года.
127. ↑  Top Selling Albums of 2013: End of Year Charts. Official New Zealand Music Chart. Дата обращения: 11 июля 2017. Архивировано 28 июля 2017 года.
128. ↑  2013 Year-End Charts: Billboard 200 Albums. Billboard. Дата обращения: 28 февраля 2015. Архивировано 12 декабря 2014 года.
129. ↑  2013 Year-End Charts: Catalog Albums. Billboard. Дата обращения: 13 декабря 2013. Архивировано 16 декабря 2013 года.
130. ↑  2014 Year-End Charts: Billboard 200 Albums. Billboard. Дата обращения: 28 февраля 2015. Архивировано 12 декабря 2014 года.
131. ↑  2015 Year-End Charts: Billboard 200 Albums. Billboard. Дата обращения: 27 мая 2016. Архивировано 11 декабря 2015 года.
132. ↑  Top 100 Year End Chart 2011. IFPI Danmark & Nielsen Music Control. Дата обращения: 11 июля 2017. Архивировано 30 декабря 2016 года.
133. ↑  2016 Year-End Charts: Billboard 200 Albums. Billboard. Дата обращения: 27 мая 2016. Архивировано 8 декабря 2016 года.
134. ↑  Album Top-100 2017. Hitlisten. Дата обращения: 11 января 2018. Архивировано 16 ноября 2018 года.
135. ↑  Årslista Album – År 2017 (швед.). Sverigetopplistan. Дата обращения: 16 января 2018. Архивировано 16 января 2018 года.
136. ↑  Top Billboard 200 Albums – Year-End 2017. Billboard. Дата обращения: 12 декабря 2017. Архивировано 24 декабря 2017 года.
137. ↑  Austrian  album  certifications – Bruno Mars – Doo-Wops & Hooligans (нем.). IFPI Austria. Дата обращения: 2021-06-02.
138. ↑  Ultratop − Goud en Platina – albums 2012. Ultratop. Hung Medien. Дата обращения: 2021-06-02.
139. ↑  Brazilian  album  certifications – Bruno Mars – Doo-Wops & Hooligans (порт.). Pro-Música Brasil. Дата обращения: 2021-06-02.
140. ↑  Canadian  album  certifications – Bruno Mars – Doo-Wops & Hooligans (англ.). Music Canada. Дата обращения: 2021-06-02.
141. ↑  Danish  album  certifications – Bruno Mars – Doo-Wops & Hooligans (датск.). IFPI Danmark. Дата обращения: 2023-09-23.
142. ↑  French  album  certifications – Bruno Mars – Doo-Wops & Hooligans (фр.). Syndicat National de l’Édition Phonographique. Дата обращения: 2021-06-02.
143. ↑  Gold-/Platin-Datenbank (Bruno Mars; ́Doo-Wops & Hooliganś) (нем.). Bundesverband Musikindustrie. Дата обращения: 2021-06-02.
144. ↑  The Irish Charts - 2011 Certification Awards - Multi Platinum. Irish Recorded Music Association. Дата обращения: 2021-06-02.
145. ↑  Italian  album  certifications – Bruno Mars – Doo-Wops & Hooligans (итал.). Federazione Industria Musicale Italiana. Дата обращения: 2024-10-21.
146. ↑  Japanese  album  certifications – Bruno Mars – Doo-Wops & Hooligans (яп.). Recording Industry Association of Japan. Дата обращения: 2019-06-23. Select 2015年10月 on the drop-down menu
147. ↑  Japanese digital album  certifications – Bruno Mars – Doo-Wops & hooligans (яп.). Recording Industry Association of Japan. Дата обращения: 2020-06-27. Select 2017年3月 on the drop-down menu
148. ↑  Certificaciones (исп.). Asociación Mexicana de Productores de Fonogramas y Videogramas. Дата обращения: 2021-06-02. Type Bruno Mars in the box under the ARTISTA column heading and Doo-Wops & Hooligans in the box under the TÍTULO column heading.
149. ↑  Dutch  album  certifications – Bruno Mars – Doo-Wops & Hooligans (нид.). Nederlandse Vereniging van Producenten en Importeurs van beeld- en geluidsdragers. Дата обращения: 2021-06-02. Enter Doo-Wops & Hooligans  in the "Artiest of titel" box.
150. ↑  List of PARI Gold, Platinum & Diamond Awardees. Philippine Association of the Record Industry. Дата обращения: 2020-10-06.
151. ↑  Wyróżnienia – Złote płyty CD - Archiwum - Przyznane w 2011 roku (пол.). Polish Society of the Phonographic Industry. Дата обращения: 2021-06-02.
152. ↑  Portuguese  album  certifications – Bruno Mars – Doo-Wops & Hooligans (порт.). Associação Fonográfica Portuguesa. Архивировано 2012-02-04. Дата обращения: 2019-12-28. {{cite web}}: |archive-date= / |archive-url= несоответствие временной метки; предлагается 4 февраля 2012 (справка)
153. ↑  Singapore  album  certifications – Bruno Mars – Doo-Wops & Hooligans. en:Recording Industry Association Singapore. Дата обращения: 2023-02-18.
154. ↑  Spanish  album  certifications – Bruno Mars – Doo-Wops & Hooligans. El portal de Música. Productores de Música de España. Дата обращения: 2021-06-02.
155. ↑  Årslista Album – År 2014 (швед.). Sverigetopplistan. Дата обращения: 28 февраля 2015. Архивировано из оригинала 1 февраля 2016 года.
156. ↑  The Official Swiss Charts and Music Community: Awards (́Doo-Wops & Hooliganś). IFPI Switzerland. Hung Medien. Дата обращения: 2021-06-02.
157. ↑  American  album  certifications – Bruno Mars – Doo-Wops & Hooligans (англ.). Recording Industry Association of America. Дата обращения: 2021-06-30.
158. ↑  IFPI Platinum Europe Awards – 2014. International Federation of the Phonographic Industry. Дата обращения: 2022-08-24.
159. ↑  Doo-Wops & Hooligans (фр.). Amazon.fr. Дата обращения: 29 сентября 2010. Архивировано 24 августа 2012 года.
160. ↑  Tbd (нем.). Amazon.at. Дата обращения: 29 сентября 2010. Архивировано 24 августа 2012 года.
161. ↑  Doo - Wops & Hooligans: Bruno Mars. Amazon.ca. Дата обращения: 29 сентября 2010. Архивировано 24 августа 2012 года.
162. ↑  Doo-Wops & Hooligans (исп.). iTunes Store México. Дата обращения: 5 октября 2010. Архивировано 24 августа 2012 года.
163. ↑  Doo-Wops & Hooligans (Deluxe Version) (исп.). iTunes Store México. Дата обращения: 5 октября 2010. Архивировано 24 августа 2012 года.
164. ↑  Doo-wops & Hooligans (CD/DVD)(Bonus Tracks) - Only at Target. Target Corporation. Дата обращения: 3 октября 2010. Архивировано 6 марта 2012 года.
165. ↑  BRUNO MARS UNVEILS EAGERLY AWAITED DEBUT ALBUM "DOO–WOPS & HOOLIGANS". Warner Music New Zealand. Дата обращения: 14 сентября 2010. Архивировано из оригинала 13 ноября 2010 года.
166. ↑  Doo Wops And Hooligans. Sanity. Дата обращения: 29 сентября 2010. Архивировано 24 августа 2012 года.
167. ↑  Doo Wops & Hooligans. Amazon.com. Дата обращения: 19 октября 2010. Архивировано 24 августа 2012 года.
168. ↑  Doo-Wops & Hooligans: Bruno Mars: Amazon.de: Musik. Amazon.de. Дата обращения: 19 января 2011. Архивировано 24 августа 2012 года.
169. ↑  Releaseplan. Warner Music Group Denmark. Дата обращения: 19 октября 2010. Архивировано из оригинала 2 марта 2009 года.
170. ↑  Doo Wops & Hooligans - Bruno Mars (Brazil release date). livrariacultura.com.br. Дата обращения: 1 февраля 2011. Архивировано 24 августа 2012 года.